# چشمه‌وزان
چشمه‌وزان یکی از روستاهای استان آذربایجان شرقی است که در دهستان گویجه بل بخش مرکزی شهرستان اهر واقع شده‌است.این روستا ۶۵۰ نفر جمعیت دارد.فرش دستباف چشمه‌وزان یکی از صنایع دستی معروف استان با نقشه و طراحی منحصربفرد می باشد. از جاذبه های گردشگری می توان به امام زاده نوادگان امام سجاد ویا کوهستان سرسبز و چشمه های جوشان و آبشار چشمه‌وزان اشاره کرد 